# Aeroporto di Reykjavík
L'aeroporto di Reykjavík (in islandese Reykjavíkurflugvöllur) (IATA: RKV, ICAO: BIRK) è un aeroporto islandese che si trova non lontano dal centro di Reykjavík. Prima della costruzione dell'aeroporto di Keflavík, era il principale aeroporto islandese. È principalmente utilizzato per voli nazionali, per voli verso le Isole Faroe e la Groenlandia, ma anche per voli charter e per voli privati.

## Storia
Il primo volo a partire dall'aeroporto risale al 3 settembre 1919 con il decollo di un Avro 504. Fino al 1937 ci sono stati vari esperimenti aerei sul sito e i primi voli commerciali sono iniziati nel marzo 1940, quando la più antica compagnia aerea islandese, la Flugfélag Akureyrar spostò la sua sede da Akureyri alla capitale (diventando dunque Flugfélag Íslands).
L'aeroporto attuale è stato costruito dai Britannici durante la seconda guerra mondiale, nel 1940. I militari cominciarono la costruzione nell'ottobre 1940, quando l'aeroporto aveva unicamente una superficie d'erba. Il 6 giugno 1946, I Britannici affidarono le operazioni aeroportuali al governo islandese e, da quel giorno, l'aeroporto è utilizzato per la direzione dei voli civili islandesi.
Essendosi la città notevolmente sviluppata ed ingrandita, la localizzazione dell'aeroporto è considerata scomoda a causa dei disturbi sonori e dei problemi di sicurezza. Il futuro dell'aeroporto è al centro di un dibattito e tre possibilità sono contemplate: tenere l'aeroporto, costruirne un altro nei dintorni di Reykjavík o chiuderlo definitivamente trasferendo i voli domestici all'aeroporto di Keflavík.

## Statistiche
Questo grafico non è disponibile a causa di un problema tecnico.
Si prega di non rimuoverlo.
Vedi la query Wikidata di origine.